# Bombardeio de Barcelona
O Bombardeio de Barcelona foi uma série de ataques aéreos Nacionalistas que tiveram lugar de 16 a 18 Março de 1938, durante a Guerra Civil Espanhola. Aproximadamente 1.300 pessoas foram mortas e pelo menos 2.000 foram feridas.

## Antecedentes
Em Março de 1938, os Nacionalistas começaram uma ofensiva em Aragão, após a Batalha de Teruel e a Alemanha ocupou a Áustria. Em 15 de Março, o governo Francês, liderado por Leon Blum, decidiu reabrir a fronteira Espanhola e os fornecimentos russos começaram a chegar a Barcelona. Então, Mussolini decidiu realizar bombardeios aéreos maciços contra a cidade, a fim de "enfraquecer o moral dos Vermelhos". Mussolini pensava, assim como o general Giulio Douhet, que ataques aéreos, causando terror, poderiam ganhar a guerra.

## O bombardeio
Entre 16 e 18 de Março de 1938, Barcelona foi bombardeada pelos aviões da Aviazione Legionaria Italiana, o ramo da Força Aérea Italiana que lutava na Guerra Civil Espanhola. Estes bombardeiros descolavam de Maiorca com insignas Espanholas. A primeira incursão aconteceu às dez horas de 16 de Março com os Heinkel He 51 Alemães. Depois disso, houve 17 ataques aéreos pelos bombardeiros Italianos Savoia-Marchetti SM.79 e Savoia-Marchetti SM.81 em intervalos de três horas até as três horas da manhã do dia 18 de Março. Barcelona tinha pouca artilharia antiaérea e nenhuma cobertura aérea. A Força Aérea Republicana (FARE) só enviou aviões de caça para Barcelona na manhã de 17 de março.
A onda repetida de ataques realizados pelos Italianos tornariam irrelevante o sistema de alarme de ataque aéreo, uma vez que não seria claro se as sirenes estavam anunciando o início ou o fim de um ataque. Além disso, eles usaram bombas de fusível atrasado concebidas para passarem através dos telhados e em seguida explodirem dentro dos prédios e um novo tipo de bomba que explodia com uma força lateral maior, de modo a destruir objetos e pessoas a poucos centímetros do chão. Os bombardeios afetaram toda a cidade sem se preocuparem em destruir apenas alvos militares. Na noite do dia 18 os bairros da classe trabalhadora foram duramente atingidos. Os bombardeiros Italianos despejaram 44 toneladas de bombas, causando mais de 1.000 civis mortos (Beevor: 1.000 mortos e 2.000 feridos, Preston: cerca de 1.000 mortos, e Thomas: 1.300 mortos e 2.000 feridos).

## Rescaldo
O ataque foi condenado pelas democracias Ocidentais em todo o mundo. O Secretário de Estado Americano, Cordell Hull, disse: "Nenhuma teoria de guerra pode justificar tal conduta ... Sinto que estou falando por todo o povo americano!". E em 19 de Março, Franco pediu a suspensão dos atentados, por medo de "complicações no exterior". Mussolini, por outro lado, ficou muito satisfeito com os bombardeios. Ministro das Relações Exteriores da Itália e genro de Mussolini Galeazzo Cianodisse que: "Ele ficou satisfeito com o fato de que os italianos conseguiram provocar horror, por sua agressão em vez de complacência com seus bandolins. Isso vai enviar nossas ações na Alemanha, onde eles amam uma guerra total e implacável".
No final do ano, o jornalista Britânico John Langdon-Davies - que esteve presente em Barcelona na época - publicou um relato dos ataques. Ele relatou que os bombardeiros haviam deslizado em alta altitude para evitar serem detectados pelos meios de detecção de aeronaves acústicas (pré-radar) disponíveis, e só reiniciavam os seus motores depois de largarem as suas cargas de bombas, que ele denominou de método de "abordagem silenciosa". O efeito disso foi que os aviões não eram detectados e o alerta soava até que as suas bombas explodissem no alvo. Juntamente com a variação dos tempos entre cada ataque individual, isso teve um efeito desmoralizante sobre a população civil, que sofreu uma ansiedade prolongada bastante desproporcional ao número de bombas lançadas durante um longo período de tempo. Juntamente com o fato de que havia pouco discernimento em relação ao valor militar na escolha de alvos dentro da cidade, e a cessação dos ataques sem motivo aparente, Langdon-Davies determinou que os raides constituíam uma experiência deliberada no uso de tais táticas em preparação para sua aplicação em qualquer conflito subsequente por parte dos alemães e Italianos contra o Reino Unido.